# Cité administrative d'Évreux
La cité administratif d’Évreux se situe à Évreux dans le département de l'Eure en Normandie en France. Elle comprend l'essentiel des bâtiments publics d’Évreux en tant que chef-lieu du département de l'Eure.

## Histoire
Au moment de la reconstruction d’Évreux en 1946 au lendemain de la Seconde Guerre mondiale et de ses deux bombardements de 1940 et 1944 est venue à l'idée du ministère de la reconstruction dont aujourd'hui les archives appartiennent au ministère de l'environnement depuis 1964 de bâtir la cité administrative d’Évreux boulevard George-Chauvin entre l'ancien palais de justice dit des Oratorien et la Police. La cité administrative d’Évreux est l'une des premières à être bâtie avec Saint-Lô et servit de modèle pour l'édification d'autres cité administrative pour les autres chef-lieu de département français. Elle fut conçue et inaugurée par le ministre de la reconstruction d'alors ; Pierre Mendès France aussi maire de la commune voisine de Louviers dans le département de L'Eure.

## Son architecture
Son architecture est celle des Trente Glorieuses, période de relative prospérité en France et plus largement dans le bloc occidental au lendemain de la Seconde Guerre mondiale de 1945 à 1973. Le style architectural de cette période appelée Trente Glorieuses par Jean Fourastié en 1975 est celui dit fonctionnel définie par la charte d'Athènes de 1957 par l'architecte Franco-Suisse ; le Corbusier.

## Sites remarquables
no 14 boulevard George-Chauvin, hôtel du conseil départemental anciennement conseil général.
no 3 boulevard George-Chauvin, Hôtel de préfecture de l'Eure
no 20 boulevard George-Chauvin, Trésor public de l'Eure